# Limnophila tenera
Limnophila tenera là một loài thực vật có hoa trong họ Mã đề. Loài này được (Hiern) Skan mô tả khoa học đầu tiên năm 1906.